# Todd Bridges
Todd Anthony Bridges, född 27 maj 1965 i San Francisco, Kalifornien, är en amerikansk skådespelare, författare och wrestler.  
Han kommer från en skådespelarfamilj - hans mor Betty Bridges var skådespelare och båda hans syskon, brodern Jimmy Bridges och systern Verda Bridges, såväl som hans son Spencer Todd Bridges är alla skådespelare.
Som skådespelare är Bridges troligen mest känd för sin roll som Willis Jackson i TV-serien Diff'rent Strokes som sändes mellan 1978 och 1986, samt rollen som Loomis i TV-serien Fish.

## Filmografi i urval
- 2005 – I Got Five on It
- 2002 – Pauly Shore Is Dead
- 2002 – The Climb
- 2000 – The Darkling
- 2000 – Dancing in September
- 1996 – Busted
- 1989 – She's Out of Control
- 1983 – High School USA
- 1977 – Lilla huset på prärien
- 1977 – Rötter
- 1977 – Fish
- 1978–1986 – Diff'rent Strokes (TV-serie)
- 1975 – Katherine

## Datorspel
- 2014 - Tesla Effect: A Tex Murphy Adventure